# Adolf Knop
Adolf Knop, född 12 januari 1828 i Altenau am Harz, död 27 december 1893 i Karlsruhe, var en tysk mineralog och geolog. Han var bror till Wilhelm Knop.
Knop var professor vid Technische Hochschule i Karlsruhe och författade bland annat Molekularkonstitution und Wachstum der Kristalle (1867) och Studium über Stoffwandlungen im Mineralreich (1873).